# Dušan Josef
Dušan Josef (19. června 1927 Brno – 10. prosince 2017) byl český vysokoškolský pedagog.
Byl propagátorem experimentálních metod školní výuky a zakladatelem výzkumných jazykových laboratoří. Napsal učebnice angličtiny. Během psaní jazykových příruček pro technické obory jej zaujaly mosty, o které se začal více zajímat. Během let o nich vydal několik knih.
Pohřben je v Humpolci.

## Dílo o mostech
- Mosty: Naše mosty historické a současné (1984)[2]
- Encyklopedie mostů v Čechách na Moravě a ve Slezsku (1999)
- Most tisíciletí a mosty století v České republice (2001)
- Tisíc našich mostů a lávek v obrazech (2012)
- Pražské mosty
- Brněnské mosty
- Dřevěné mosty České a Slovenské republiky
- Železniční mosty České a Slovenské republiky
- Jihočeské mosty
- Západočeské mosty
- Východočeské mosty
- Mosty středních Čech
- Severočeské mosty
- Jihomoravské mosty
- Mosty Vysočiny
- Brněnské mosty (pexeso)
- Mosty Olomouckého, Zlínského a Moravskoslezského kraje